# Synagoga w Odolanowie
Synagoga w Odolanowie – zbudowana w 1828 przy ulicy Krotoszyńskiej. Na początku lat 30. XX w. przeprowadzono remont dachu. 2 września 1939 Odolanów zajęty został przez wojska niemieckie. Miejscowych Żydów wywieziono początkowo do pobliskiego Ostrowa Wielkopolskiego, a w 1940 do getta w Łodzi. Synagogę zdewastowano. Po wojnie budynek synagogi przebudowano na mieszkania i magazyn. Później popadła w ruinę. Obecnie obiekt stanowi własność Gminy Wyznaniowej Żydowskiej we Wrocławiu.